# 火烧云

日出前的火烧云

火烧云是指在日出或日落时在天边出现的有色云霞，具有各种形状。火烧云是大气变化的常见现象，常出现在夏季（尤其是雷雨发生过后）。它的出现经常象征着天气即将炎热、雨量即将丰沛与植物即将生长繁茂。

## 成因
太阳升起或落下时的太阳光因为斜射，其到地球表面需要穿過大气层的时间比一天中其他时候要长。如果此时太阳光遇到较厚的云层，长波长的红橙光受较厚云层中含有的大水汽颗粒影响就会更容易发生米氏散射；红光的散射占主要地位，所以此时的天空或云显现红色。

## 用途
中国古代民间有火烧云可以预测天气的说法，例如有中國农谚云：“早烧不出门，晚烧行千里。”